# Elaphria mesomela
Elaphria mesomela là một loài bướm đêm trong họ Noctuidae.